# Erythridula quadrata
Erythridula quadrata är en insektsart som först beskrevs av Beamer 1930.  Erythridula quadrata ingår i släktet Erythridula och familjen dvärgstritar. Inga underarter finns listade i Catalogue of Life.